# Ans van Zeijst

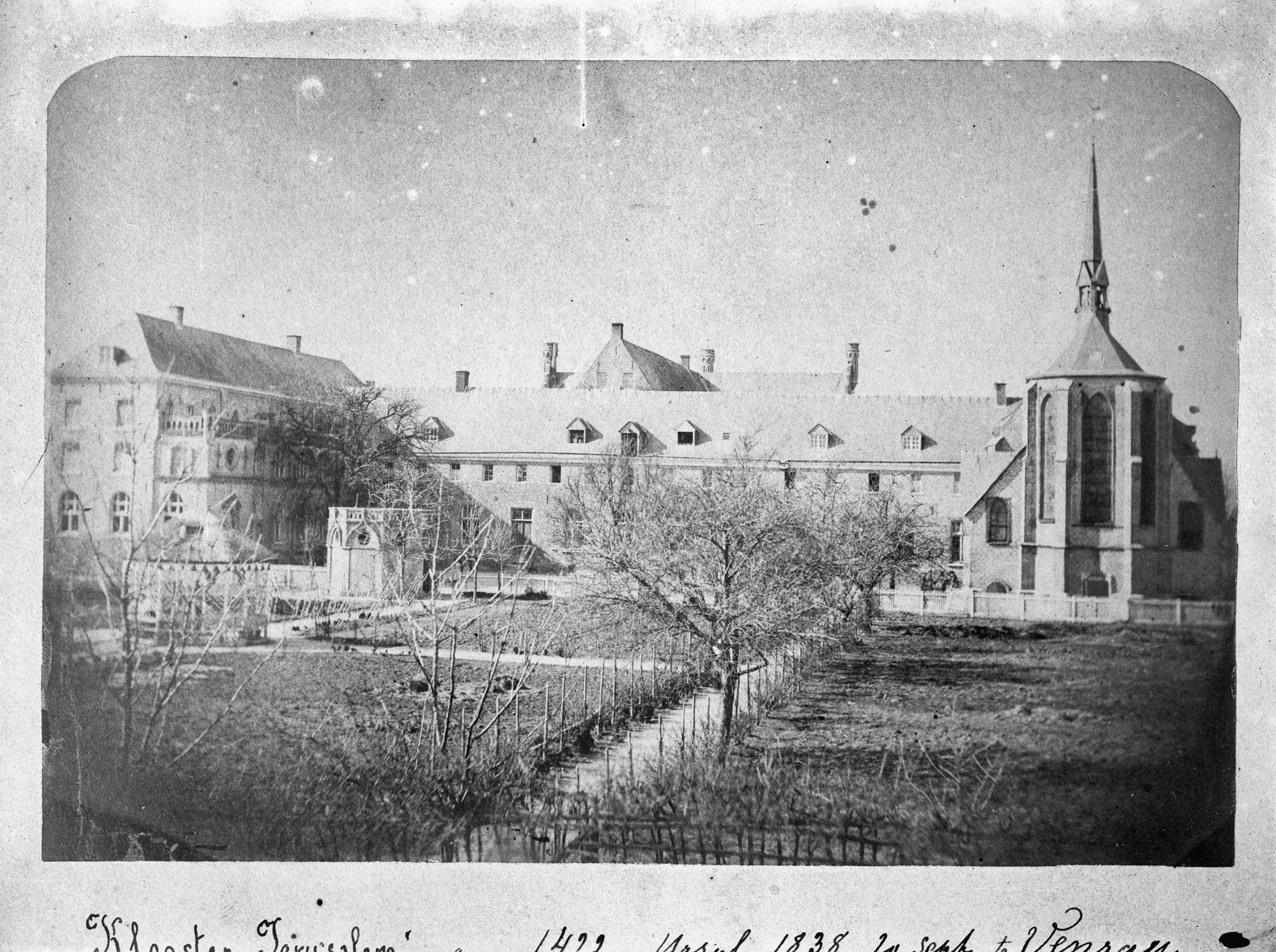
Klooster Jerusalem in Venray

Anna Maria Elisabeth (Ans) van Zeijst (Utrecht, 28 december 1906 – Lage Vuursche, 16 februari 1988) was een Nederlandse ontwerper en kunstenaar die onder meer zilveren bestek en serviesgoed ontwierp, maar ook grafiek en ontworpen meubelen. Nadat ze het klooster was ingegaan, nam zij de kloosternaam Zuster Theofoor (of Théophore/ Theofora) aan.

## Jeugd
Als dochter van de juwelier Johannes Abraham Bernardus van Zeijst (1880–1956) kwam Ans van Zeijst al op jonge leeftijd in aanraking met handwerk. Haar grootvader was ook juwelier en richtte in de Zadelstraat in Utrecht het bedrijf AJ Cral op.  Ans van Zeijst groeide op bij haar moeder Aletta Hermina Maria Goosselink, haar vader en twee oudere broers (geboren in 1903 en 1905). Het gezin was sterk gelovig en Ans van Zeijst zat een tijd op het Jeruzalemse internaat van de Zusters Ursulinen in Venray.
Op 13-jarige leeftijd trad zij in het klooster van de Zusters van Onze-Lieve-Vrouw (SND) in Amersfoort. Ze bleef daar tot 1922 en keerde daarna terug naar haar ouders in Utrecht. Een maand later vertrok ze naar Godesberg om op kostschool St. Anthonius te gaan wonen. In 1924 vervolgde ze haar opleiding in Venlo, waar ze ongeveer vier maanden het meisjesinternaat van het Ursulinenklooster Casino aan de Kaldenkerkerweg bezocht. Uiteindelijk keerde ze op 17-jarige leeftijd terug naar Utrecht en begon haar artistieke opleiding.

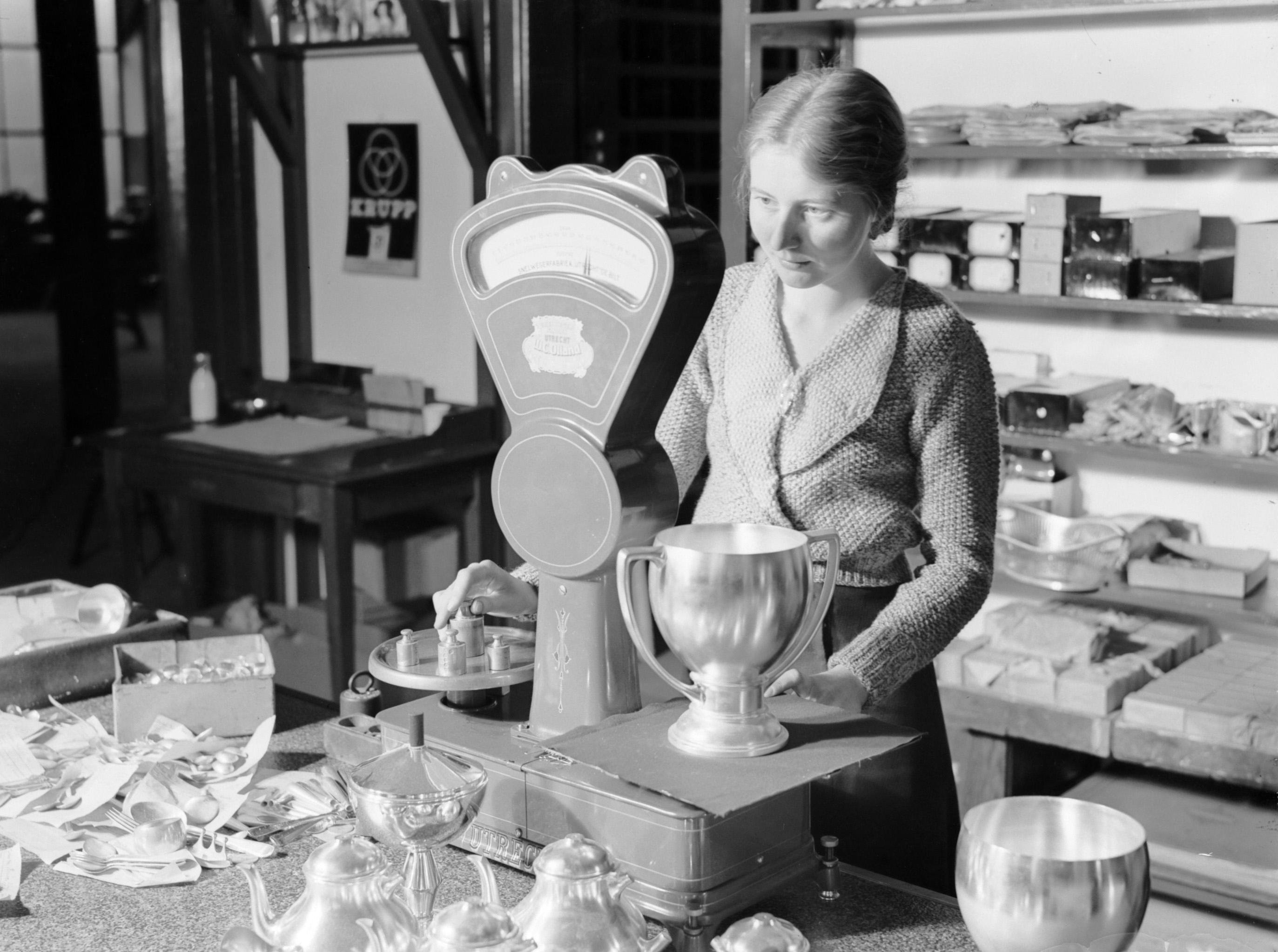
Jonge vrouw (mogelijk Ans van Zeijst) weegt zilveren producten bij Gerritsen & van Kempen in Zeist, 1930

## Gerritsen & van Kempen
Ans van Zeijst volgde cursussen beeldende kunst aan de Rijksakademie van beeldende kunsten in Amsterdam, de Koninklijke Academie voor Beeldende Kunsten in Den Haag en aan kunstnijverheidsschool Kunstoefening in Arnhem. Tijdens haar opleiding woonde ze in het huis van haar ouders.
Vanaf 1930 was Ans van Zeijst als ontwerper werkzaam bij de zilverfabriek Gerritsen & van Kempen in Zeist, waar ze serviesgoed en bestek ontwierp. In 1931 studeerde ze aan de Hogeschool voor de Edelmetaalindustrie in het Duitse Hanau, waar ze de met pensioen getreden ontwerper HJ Valk opvolgde als hoofd van de tekenafdeling in Zeist. Ze deed ook het grafisch ontwerp voor twee catalogi voor het zilverwerkbedrijf. Na een jaar bij Valk in de leer te zijn geweest, leidde ze nog een jaar de afdeling.

## Regina Pacis-klooster
In 1933 gaf Ans van Zeijst haar functie bij Gerritsen & van Kempen op om te verhuizen naar het benedictijner Regina Pacisklooster in Schotenhof bij Antwerpen. De directie van Gerritsen & van Kempen nam Gustav J. Beran aan als opvolger van de ontwerper.
Vanaf 1934, na haar wijding in Rome, begon van Zeijst haar leven als lekenzuster en droeg voortaan de naam Zuster Theofoor (of Théophore).  Daarbij koos ze een weg die vergelijkbaar was met die van haar broer Henri, die monnik was. Ans van Zeijst werd naar de Vita et Pax Foundation in Cockfosters, Londen gestuurd, waar ze een kunstacademie begon te runnen en grafische vormgeving beoefende. Daarnaast ontwierp ze kerkmeubilair.

## Communicatie- en reclamebureau
In 1940 liet Ans van Zeijst het kloosterleven tijdelijk achter zich en verhuisde terug naar haar ouders. Een jaar later behaalde ze haar diploma reclamekunst aan de Vakschool voor Kunstambachten in Antwerpen en richtte daarna haar eigen communicatie- en reclamebureau op in Utrecht.
Ans van Zeijst had veel succes met haar communicatie- en reclamebureau in de Biltstraat in Utrecht, mede dankzij de steun van katholieke opdrachtgevers. Ze produceerde serviesgoed, prenten zoals posters, boekomslagen en miniaturen. Na 1945 werkte ze steeds vaker voor katholieke organisaties als Catholic Action, Rewon Life Force en het Katholiek Thuisfront. 
Ze vervulde de functie van woninginrichter voor de Katholieke Arbeidersbeweging (KAB) waarvoor zij tevens een reeks landelijk verspreide affiches met portretkoppen maakte. Van Zeijst ontwierp een aantal katholieke tijdschriften. In 1948 ontwierp zij voor het aartsbisdom de decoraties ter gelegenheid van de inhuldiging van kardinaal J. de Jong. Ook werd ze de vaste ontwerper van de Katholieke Arbeiders Beweging (KAB), 

## Klooster in Maarssen
Rond 1950 kreeg Van Zeijst een opdracht van de Augustinessen in Priorij Emmaus te Maarssen. Zij trad in 1952 toe tot de orde Reguliere Kanunnikessen van het Heilig Graf en nam opnieuw haar naam Zuster Theofoor aan. Hoewel ze als ontwerper bleef werken, wijdde ze zich vanaf dat moment uitsluitend aan religieuze objecten, die ze "Mon. Aug." - een acroniem voor de religieuze gemeenschap Monialen Augustinessen - getekend. Hieruit ontwikkelde zich een apart merk als nieuwe inkomstenbron voor het klooster en begonnen enkele andere zusters van de orde naast Ans van Zeijst te werken in de werkplaats. Vooral de hier ontworpen kerkgewaden waren populair.
In 1960 verhuisde de gemeenschap naar een nieuw klooster Priorij Gods Werkhof in Werkhoven, grotendeels ontworpen en ingericht door van Zeijst. In de jaren zestig kreeg ze meer vrijheid voor haar eigen werk en hervatte ze het maken van afzonderlijke onafhankelijke werken, zoals abstracte schilderijen, waarin ze probeerde haar christologie te verzoenen met Darwins evolutietheorie. Gedurende deze tijd ontwierp ze ook grote wandtapijten die sociale kwesties behandelen. Ze maakte ook schilderijen geïnspireerd op de ideeën van Pierre Teilhard de Chardin.
Van Zeijst bleef actief in het klooster, dat zich in katholieke kringen had gevestigd als brandpunt van religieuze kunst, totdat ze eind jaren zeventig steeds meer hulp nodig had.
Zij overleed in 1988 op 81-jarige leeftijd in verpleeghuis van het Sint Elisabethklooster te Lage Vuursche. Ze werd begraven op het door haar ontworpen kloosterkerkhof in Werkhoven. Toen het klooster in 1977 werd gesloten werd zij met andere zusters herbegraven in een collectief graf op de katholieke begraafplaats Sint Petrus Banden in Driebergen-Rijsenburg.
Ongeveer 300 tekeningen, foto's van uitgevoerd werk, drukwerk en affiches bevinden zich in het Katholiek Documentatie Centrum te Nijmegen.

## Werk

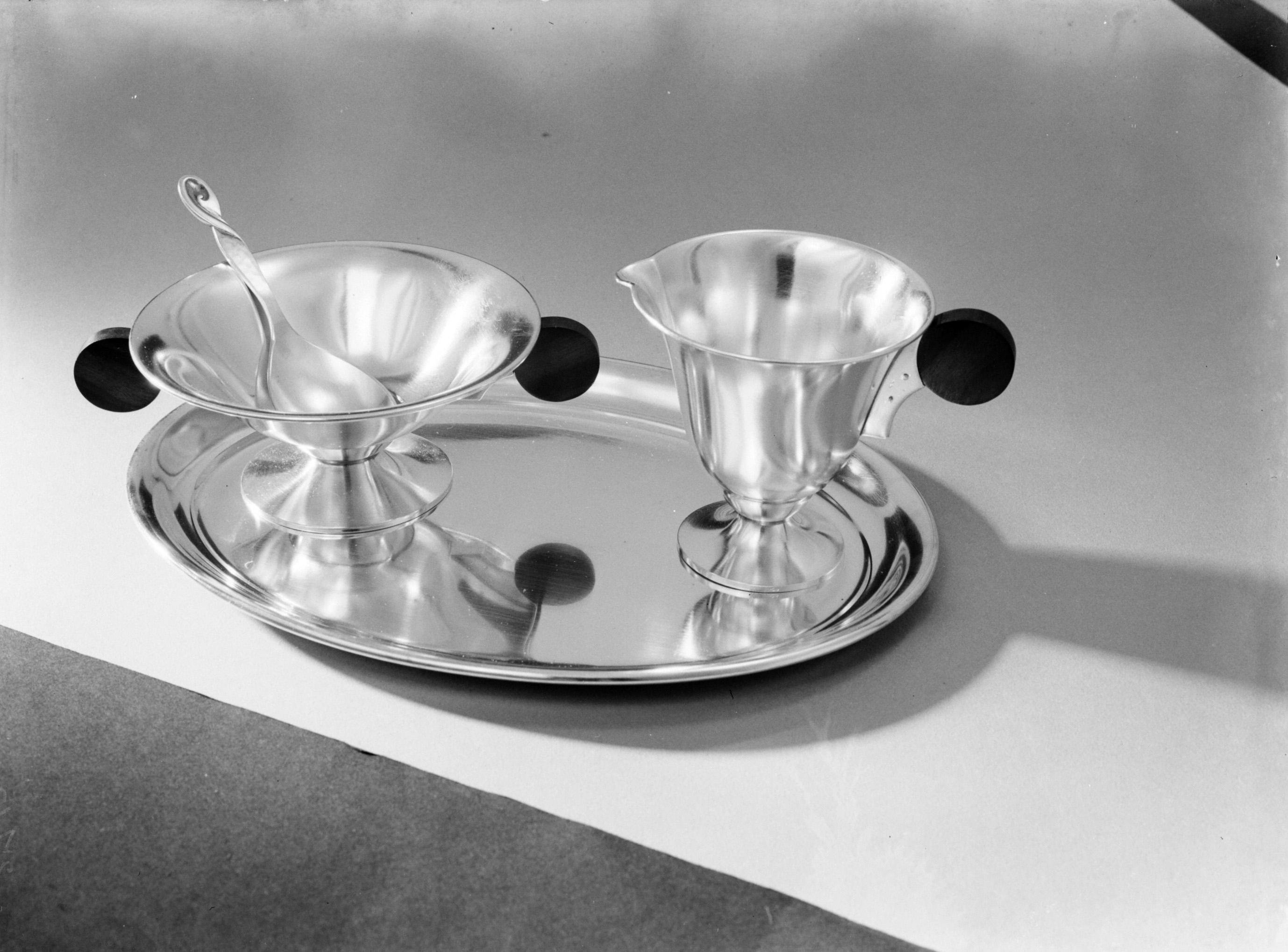
Zilveren melkkan en suikerpot op dienblad, Gerritsen & van Kempen, 1933 - mogelijk ontworpen door Ans van Zeijst

Ans van Zeijst ontwierp voornamelijk zilveren voorwerpen voor Gerritsen & van Kempen. De servies- en bestekstukken worden omschreven als slank en modern, vaak met een geometrisch design. Haar werken vertonen zowel Bauhaus- als Art Deco- kenmerken en combineren twee stijlen die in het interbellum als modern werden beschouwd.
- Zilveren bestek model 252 (voor Gerritsen & van Kempen)
- Zilveren theeservies Pelikaan (voor Gerritsen & van Kempen)
- Beker, zilver (voor Gerritsen & van Kempen), 1933, Bröhan-Museum collectie
- Mok en roomstel, zilver, 1932 en 1936, collectie Van Kempen & Begeermuseum in Zoetermeer
- Theeservies, zilver met Coromandel grepen, 1933, collectie Centraal Museum Utrecht
- Suikerstrooier, zilver, 1933, collectie Museum Boijmans van Beuningen, Rotterdam
- Kinderbeker, zilver, 1936, collectie Zilvervis
- Olijflepel model 252, zilver, 1936, collectie Zilvervis
- Aspergeschep model 252, zilver, 1936, collectie Zilvervis
- Aspergeschep model 300, zilver, 1938, collectie Zilvervis
- Kerkstoel en kruk, 1948–1950, collectie Centraal Museum Utrecht
- een affiche in opdracht van het Katholiek Thuisfront voor het Nederlandse leger ten tijde van de Indonesische  Onafhankelijkheidsoorlog , ca. 1946, collectie Katholiek Documentatiecentrum, Nijmegen
- grafisch ontwerp van twee catalogi voor Gerritsen & van Kempen
- Exlibris voor NV Paul Brand te Hilversum

## Tentoonstellingen
- 2004-2005: Zeist Zilverwerken. 100 jaar zilverindustrie in Slot Zeist (gastconservator mw. A. Krekel-Aalberse);
- 2015: Ans van Zeijst / Zuster Theofoor (1906–1988). Ontwerper van de katholieke reconstructie van de naoorlogse periode in het Katholiek Documentatie Centrum;
- 2022: Kijk! Kunst en vormgeving door vrouwen 1880-1940 in het Bröhan Museum - Staatsmuseum voor Art Nouveau, Art Deco en Functionalisme, Berlijn.